# ألان روك
ألان روك هو دبلوماسي ومحامي وسياسي كندي، ولد في 30 أغسطس 1947 في أوتاوا في كندا. حزبياً، نشط في الحزب الليبرالي الكندي. وقد انتخب وزير الصحة ‏ (11 يونيو 1997 – 14 يناير 2002) وانتخب عضو مجلس العموم الكندي وانتخب وزير العدل ‏ (4 نوفمبر 1993 – 10 يونيو 1997).